# 산피에트로인피네
산피에트로인피네(이탈리아어: San Pietro Infine)는 이탈리아 캄파니아주 카세르타도에 있는 코무네이다. 나폴리로부터는 북서쪽으로 70km 카세르타에선 북서쪽으로 50km 거리에 있다.

## 역사
이지역에서는 기원전 3세기경에 제3차 삼니움 전쟁기간에 로마인들에게 식민지가 된 오스크인과 삼니움인들의 유적지들이 있다. 중세시대에는 몬테 카시노 지역에 속했다.
2차 세계대전에는 군사적으로 중요한 지역이어서 큰 전투가 일어난 곳이기도 하다. 현재의 도시는 새롭게 재건된 곳이며 전쟁으로 파괴된 옛 구도시는 몇 백미터 떨어져있다.